# نوبوئو ناکامورا
نوبوئو ناکامورا (به ژاپنی: 中村伸郎 Nakamura Nobuo) بازیگر ژاپنی بود که حضور قابل توجهی در فیلم‌های آکیرا کوروساوا و یاسوجیرو ازو در دهه ۱۹۵۰ و دهه ۱۹۶۰ داشت. شاید معروف‌ترین نقش‌های وی در زیستن (۱۹۵۲) و داستان توکیو (۱۹۵۳) بود.